# Anacridium illustrissimum
Anacridium illustrissimum är en insektsart som först beskrevs av Karsch 1896.  Anacridium illustrissimum ingår i släktet Anacridium och familjen gräshoppor. Inga underarter finns listade i Catalogue of Life.